# Maximiliano Gauna
Maximiliano Gauna (* 29. April 1989 in Tres Isletas) ist ein argentinischer Volleyballspieler.

## Karriere
Maximiliano Gauna spielte zunächst in seiner Heimat bei Boca Juniors und bei Sarmiento Chaco und seit 2014 in der deutschen Bundesliga für den VfB Friedrichshafen. Hier wurde der Mittelblocker gleich in seiner ersten Saison Deutscher Meister und Pokalsieger. 2016 ging Gauna zurück in seine Heimat zum Club Ciudad de Bolívar.
Mit der argentinischen Nationalmannschaft nahm Gauna von 2011 bis 2015 ununterbrochen an der Weltliga teil.